# Grzegorzewice (przystanek kolejowy)
Grzegorzewice – kolejowy przystanek osobowy w Piotrkowicach, w województwie mazowieckim, w Polsce.